# Josef Gull
Josef Gull (n. 5 decembrie 1820, Sighișoara – d. 23 iunie 1899, Sighișoara) a fost un om politic sas transilvănean, primar al orașului Sighișoara între 1866-1881.
După terminarea studiilor gimnaziale în orașul natal, se duce la Târgu Mureș pentru a studia dreptul, studiu pe care îl termină în 1844 cu luarea examenului de avocat la Universitatea din Târgu Mureș, calificare recunoscută și de către Universitatea Săsească din Sibiu. Se întoarce în orașul natal unde preferă să nu lucreze ca avocat ci este angajat ca secretar onorific al magistrului orășenesc și de scaun. În 1848 se duce la Dieta de la Cluj ca locțiitor al reprezentantului scaunului sighișorean Karl Gooß (cel Bătrân). Împreună cu acesta din urmă, cu reprezentantul orașului Sighișoara și cu viitorul episcop evanghelic al Transilvaniei, Georg Daniel Teutsch, se declară de acord pentru o unire condiționată a Transilvaniei de Regatul Ungar, și îi acompaniază pe aceștia ca reprezentant cu puteri egale la Dieta de la Pesta. Împreună cu ceilalți reprezentanți sași a părăsit Dieta deoarece cererile lor pentru susținerea uniunii nu au fost îndeplinite, se întoarce în orașul natal și luptă împreună cu garda cetățenească din Sighișoara în timpul războiul civil de partea austriacă. Ca ajutant al comandantului acestei gărzi cetățenești a luat parte la lupta de la Ibașfalău. Intenția lui Gull de a-l elibera pe Stephan Ludwig Roth, când acesta a fost dus legat prin Sighișoara la o moarte sigură la Cluj, a eșuat deoarece Roth a spus că el nu este fugar.
După terminarea războiului civil, Gull a lucrat mai întâi din nou la magistratura din Sighișoara (serviciu din care și-a dat demisia din cauza neo-absolutismului lui Franz Josef din 1851), iar apoi timp de 10 ani ca avocat la Sighișoara. Odată cu reinstaurarea Constituției săsești în 1861, Gull a fost ales senator și vilic (administrator economic), iar mai apoi primar în 1866. A fost în această funcție până în 1881 când s-a retras din proprie inițiativă. În această perioadă a servit orașul ca reprezentant al Universității Naționale Săsești la Sibiu (1861-1875), organ pentru care a stabilit regulamentul interior.
Gull a fost activ și pe plan bisericesc evanghelic, fiind unul din colaboratorii și promotorii noii constituții bisericești. A fost ales în consistoriul național de către a treia adunare a Bisericii Evanghelice din Transilvania, funcție în care a rămas până la moarte.
În urma unei apoplexii a fost paralizat din 1896.